# 沙隆维拉尔
沙隆维拉尔（法語：Châlonvillars，法語發音：[ʃalɔ̃vilaʁ]）是法国上索恩省的一个市镇，属于吕尔区。

## 地理
沙隆维拉尔（47°38'22"N, 6°47'11"E）面积7.6 平方千米，位于法国勃艮第-弗朗什-孔泰大區上索恩省，该省份为法国东部内陆省份，北起顺时针与孚日省、贝尔福地区省、杜省、汝拉省、科多尔省和上马恩省接壤。
与沙隆维拉尔接壤的市镇（或旧市镇、城区）包括：埃塞尔、沙热、弗拉耶和沙特比耶、比克、埃韦特-萨尔贝。
沙隆维拉尔的时区为UTC+01:00、UTC+02:00（夏令时）。

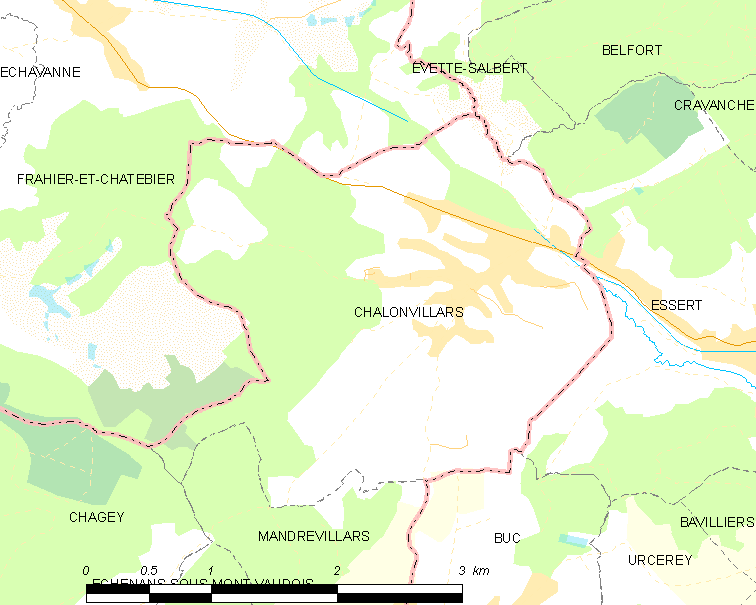
沙隆维拉尔的OSM定位图

## 行政
沙隆维拉尔的邮政编码为70400，INSEE市镇编码为70117。

## 政治
沙隆维拉尔所属的省级选区为埃里库尔第一县。

## 人口

1962-2008年间沙隆维拉尔人口变化图示

沙隆维拉尔于2022年1月1日时的人口数量为1253人。